# 全距
统计学中，全距（英語：range，符号R），又称极差，是一组数值中最大值與最小值之間的差，单位与数值相同，是一种测量离散程度的方法。
全距为离散程度的最简单测度值，易受极端值影响。其適用於等距變數、比率變數，不適用於名義變數或次序變數。

## 公式
{\displaystyle R=x_{\mathrm {max} }-x_{\mathrm {min} }}
其中{\displaystyle R}為全距，{\displaystyle x_{\mathrm {max} }}為最大值，{\displaystyle x_{\mathrm {min} }}為最小值。